# Кантаутор
Кантаутор је музичар који пише музику и текст песама које изводи. У своје песме он обично уноси социјалне, политичке и филозофске теме. Једно време ова врста музике је била везана за песме у којима се обавезно изражавао неки протест. Данас овај термин није толико везан за политичку критику као раније и може имати било коју тему.
Кантауторска песма има широку и дугу традицију у медитеранским земљама Европе, и у мањој мери, у Латинској Америци. Овај тип песама је имао за тему друштвене неправде али и љубав, како срећну тако и несрећну. Врхунац је доживео седамдесетих година двадесетог века када је био повезан са друштвеним и политичким превирањима тог периода. Осамдесетих година овај жанр улази у кризу, а током деведесетих, је доживео нови успон појавом младих аутора који су унапредили овај жанр у смислу слободнијих ритмова, форми израза и речи до те мере да са кантауторима претходне генерације једино заједничко што имају је да сами пишу своје текстове и музику. 
Појам долази од италијанске речи il cantautore, од da cantante e autore (певач и аутор), од које је настао назив за ову врсту извођача. У Италији се кантауторска музика развила као посебан музички правац почетком шездесетих година двадесетог века, а највише заслуга су за то имали Фестивал Санремо, на којем је негована италијанска канцона (итал. canzone), као и РАИ. У Немачкој је настао појам лидермахер. У САД, то је сингер-сонгврајтер (енгл. singer-songwriter), а у Француској постоји шансоњер (фр. chansonnier), у Русији такозвани бард.

## Дефиниција и употреба
Ознаку „певач-кантаутор” (или „певач/певач”) користе издавачке куће и критичари да дефинишу уметнике популарне музике који пишу и изводе сопствени материјал, који је често самосталан – углавном на акустичној гитари или клавиру. Такав уметник обавља улоге композитора, текстописца, вокала, понекад инструменталисте, а често и менаџера. Према AllMusic, текстови кантаутора су често лични, али прикривени разрађеним метафорама и нејасним сликама, а њихова креативна брига је да ставе нагласак на песму, а не на њено извођење. Већина плоча таквих извођача има сличан директан и резерван звук који ставља нагласак на саму песму.
Термин такође може да карактерише текстописце у жанровима рок, фолк, кантри и поп музике - укључујући Хенрија Расела (1812-1900), Аристида Бруанта (1851-1925), Хенка Вилијамса (1923-1953) и Бадија Холија (1936-1959). Израз „певач-кантаутор“, пристан од 1949. године, ушао је у популарну употребу од 1960-их па надаље да опише текстописце који су следили одређене стилске и тематске конвенције, посебно лирску интроспекцију, исповедно писање песама, благе музичке аранжмане и потцењени стил извођења. Према писцу Ларију Дејвиду Смиту, због тога што је спојила улоге композитора, писца и певача, популарност феномена кантаутора поново је увела средњовековну традицију трубадура „песме са јавним личностима“ након ере Тин Пан Алија у америчкој популарној музици. Теме песама кантаутора из америчког препорода народне музике укључују политички протест, као у случају Вудија Гатрија (1912-1967) и Пита Сигера (1919-2014). Према Journal of Popular Music Studies, од препорода фолка па надаље до његове постојаности у поп музици, улога кантаутора је укључивала неколико димензија креативног идентитета:
Први естетски слој подстиче текстописце да певају и изводе сопствена дела и да унесу сопствене стилске ароме у текстове песама. Текстописци нису независни од дела када су готова; него улазе, активирају и аутентификују текстове песама кроз своје вокалне и музичке перформансе. Док први слој не захтева увек да певач буде текстописац, други социолошки слој не само да се фиксира на однос између певача и текстописца (у овом случају, певач-кантаутор се често раздваја цртицом уместо да се користи коса црта између певача и текстописца), али такође тражи више социолошке агенције осим певања и писања песама, као што су аранжирање, миксовање, продукција, сарадња и управљање медијима. Другим речима, кантаутор тако пролази кроз процес згушњавања који укључује двослојне гласове, укључујући извођење стилске личности, прикупљање других гласова и координацију других социолошких вештина. Овај процес згушњавања показује флуидне, вишеструке и хетерогене гласове испод јединствене ауторске слике, компликујући на тај начин појам ауторства за кантауторе. 

## Историја
Концепт кантаутора може се пратити до древне бардске усмене традиције, која је постојала у различитим облицима широм света. Песме би се изводиле као певање или песма, понекад уз пратњу харфе или другог сличног инструмента. Након проналаска штампарства, песме би писали и изводили продавци балада. Обично би то биле верзије постојећих мелодија и текстова, који су се стално развијали. Ово се развило у кантауторску традицију народне културе.
Путујући извођачи постојали су широм Европе. Тако фолклориста Анатол Ле Браз даје детаљан приказ једног певача балада, Јан Ар Минуза, који је писао и изводио песме путујући Бретањом крајем деветнаестог века и продајући штампане верзије.
У великим градовима било је могуће зарадити за живот наступајући на јавним местима, а са проналаском фонографског записа, рани кантаутори попут Теодора Ботрела, Џорџа М. Коена и Хенка Вилијамса постали су славне личности; радио је додатно допринео њиховом јавном признању и привлачности.
Током периода од 1940-их до 1960-их, подстакнут препородом америчке народне музике, млади извођачи инспирисани традиционалном народном музиком и групе попут Алманак Сингерса и Виверса почели су да пишу и изводе сопствени оригинални материјал и стварају сопствене музичке аранжмане.
Почетком 21. века, дигиталну аудио радну станицу GarageBand користили су многи амбициозни певачи и текстописци за компоновање и снимање музике. Кантаутори који су професионално компоновали музику са GarageBand-ом су Ериках Баду (за њен албум из 2008. New Amerykah Part One) и Билал (за његов албум Airtight's Revenge из 2010. године).